# Isola Santa Maria (Sardegna)
L'isola di Santa Maria è un'isola dell'arcipelago di La Maddalena all'estremo nord della Sardegna presso le Bocche di Bonifacio. Costituisce, assieme alle altre isole, il parco nazionale dell'Arcipelago di La Maddalena.

## Geografia
L'isola ha una superficie di 2 km² e un perimetro di circa 10 km. Il suo profilo altimetrico è il più basso di tutte le isole dell'arcipelago e il punto più alto, Guardia del Turco, raggiunge appena i 49 metri. È separata ad est dalla vicina isola di Razzoli da uno strettissimo canale detto passo degli Asinelli e a nord l'ancor più stretto passo dello Strangolato la divide dall'isola La Presa, generalmente considerata parte di Santa Maria nonché il punto più settentrionale della Sardegna. Particolarmente apprezzate le spiagge, soprattutto cala Santa Maria e cala di Fosso.

## Storia
A Santa Maria doveva sorgere già nel 1238, come si legge in un rogito notarile di Bonifacio un'antica chiesa intitolata a sancta Maria de Budello e da questa chiesa doveva dipendere il monastero di eremiti, dell'ordine benedettino, attestato a partire dal 12 ottobre 1243. Tale monastero fu abbandonato nel XVI secolo e nell'800, fu parzialmente demolito e riadattato per uso abitativo.
Alla fine del '700 vi risiedettero i Bertoleoni, un'avventuriera famiglia che colonizzò successivamente l'isola di Spargi, quella di Mortorio prima di spostarsi definitivamente sulla selvaggia isola di Tavolara dove gli eredi risiedettero fino agli anni sessanta.
Santa Maria è l'unica isola dell'arcipelago, se si escludono La Maddalena e Caprera, a essere ad oggi abitata stabilmente, anche se solo da una famiglia. D'estate, invece, è residenza di alcuni proprietari che discendono dalla stirpe Bertoleoni (le famiglie Ajassa e Viggiani) e altri che hanno acquistato alcune case negli anni sessanta e settanta.

## Abitazioni

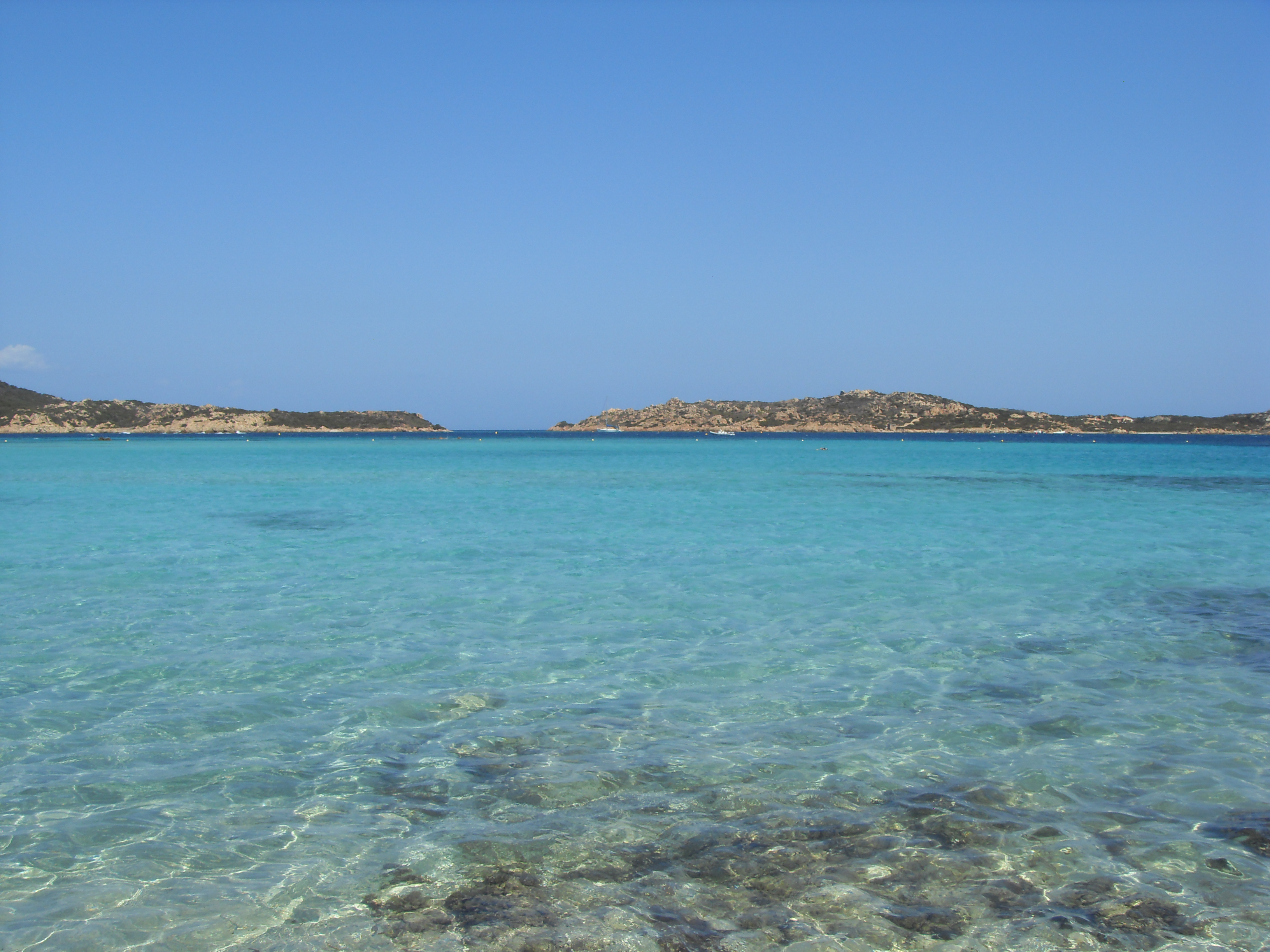
Porto della Madonna, lo specchio acqueo fra le isole Budelli, Razzoli e Santa Maria.

A Santa Maria ci sono 19 case che hanno la funzione di residenze estive. Sull'isola c'è anche un piccolo albergo.